# 莫多克 (阿肯色州)
莫多克（英語：Modoc）是位於美國阿肯色州菲利普斯縣的一個非建制地區。該地的面積和人口皆未知。

## 地理
莫多克的座標為34°20′09″N 90°46′46″W / 34.33583°N 90.77944°W，而該地的平均海拔高度為51米（即167英尺）。